# Gesta Normannorum ducum
Les Gesta Normannorum ducum (« Exploits des ducs des Normands ») sont un récit créé à l’origine par le moine Guillaume de Jumièges juste avant 1060. En 1070, Guillaume le Conquérant fit poursuivre l’œuvre de Guillaume de Jumièges pour détailler ses droits au trône d’Angleterre. Par la suite, Orderic Vital et Robert de Torigni en continuèrent la rédaction pour inclure l’histoire jusqu’à Henri Beauclerc.